# Маршалл, Питер
Ральф Пьер Лакок (англ. Ralph Pierre LaCock; 30 марта 1926[…], Хантингтон — 15 августа 2024, Лос-Анджелес, Калифорния) — американский ведущий игровых шоу, теле- и радиоведущий, певец и актёр.

## Биография
Ральф Пьер Лакок родился 30 марта 1926 года в семье Ральфа и Джин Лакок в Хантингтоне (Западная Вирджиния). После кончины отца, когда Маршаллу было десять лет, он переехал в Нью-Йорк, чтобы быть со своей матерью, дизайнером костюмов. После окончания средней школы он был призван в армию в 1944 году и дислоцировался в Италии. Первоначально он служил в артиллерии, но был нанят диск-жокеем на радиостанции в Неаполе. Демобилизован в 1946 году в звании старшего сержанта. Его старшая сестра Джоан стала актрисой кино и телевидения, известной как Джоан Дрю. Она была наиболее известна по ролям в таких фильмах, как «Красная река», «Она носила жёлтую ленту» и «Все люди короля».

## Карьера
В 1950-х годах Маршалл зарабатывал на жизнь комедийным актёрством вместе с Томми Нунаном. Они выступали в ночных клубах и снялись в нескольких фильмах.
Хотя Маршалл время от времени снимался в кино и на телевидении, он не мог найти постоянную работу в индустрии, пока его друг Мори Амстердам не порекомендовал ему заменить Берта Паркса в качестве ведущего игрового шоу «The Hollywood Squares» в 1966 году. Хотя Маршалл изначально не хотел этой работы, он согласился на неё, чтобы гарантировать, что конкурирующий комик Дэн Роуэн её не получит. Он рассчитывал провести 13 недель в качестве ведущего, а затем вернуться на Бродвей, но в конечном итоге был ведущим в течение 15 лет и снял более 5000 эпизодов.
Шоу долгое время транслировалось по дневному сетевому телевидению и в синдикации, что сделало Маршалла таким же знакомым зрителям, как и знаменитости, которые появлялись в шоу. Добродушный и невозмутимый Маршалл был идеальным фоном для злобного остроумия таких участников дискуссии, как Амстердам и его коллега по «Шоу Дика Ван Дайка» Роуз Мари, Пол Линд, Ян Мюррей и Уолли Кокс. «The Hollywood Squares» был отменен телеканалом NBC в 1980 году, но производство продолжалось в синдикации в 1981 году.
После завершения финального показа «The Hollywood Squares» в 1981 году Маршалл продолжил работать в игровых шоу и играть характерные роли.
В 2002 году он вернулся в новую версию «The Hollywood Squares» в качестве участника дискуссии во время недели игровых шоу, которую вёл Том Бержерон.

## Личная жизнь
Первый раз женился в 1947 году на Надене Р. Тифорд, но в 1973 году пара развелась. В 1977 году женился во второй раз на Салли Картер-Инат, но эта пара в 1983 году также распалась. В 1989 году женился в третий раз на Лори Стюарт. У Маршалла четверо детей и двое пасынков от предыдущих браков. Его сын, Пит, в прошлом игрок Главной лиги бейсбола. Другой его сын, 68-летний Дэвид Лакок, умер в августе 2021 года от COVID-19 на Гавайях. У Маршалла был дом в Палм Дезерт, Калифорния.
Скончался 15 августа 2024 года от почечной недостаточности в своём доме в Энсино, Лос-Анджелес, на 99-м году жизни.